# 29457 Marcopolo
29457 Marcopolo este o planetă minoră (asteroid) din centura de asteroizi. A fost descoperită pe 25 septembrie 1997 la osservatorio di Pianoro⁠(d) de Vittorio Goretti⁠(d) și a fost numită după Marco Polo. 
Obiectul prezintă o orbită caracterizată de o semiaxă mare de 2,4283024 UAi, o excentricitate de 0,19, o înclinație de 2,23489 ° în raport cu ecliptica.